# Enganyapastors cua de pinça
L'enganyapastors cua de pinça (Macropsalis forcipata) és una espècie d'ocell de la família dels caprimúlgids (Caprimulgidae) i única espècie del gènere Macropsalis. Habita els boscos del sud-est del Brasil.